# Ornithogalum pilosum
Ornithogalum pilosum är en sparrisväxtart som beskrevs av Carl von Linné d.y.. Ornithogalum pilosum ingår i släktet stjärnlökar, och familjen sparrisväxter. Inga underarter finns listade i Catalogue of Life.